# Gerard Hoet
Gerard Hoet (Zaltbommel, 22 agosto 1648 – L'Aia, 2 dicembre 1733) è stato un pittore, disegnatore e scrittore olandese del secolo d'oro.

## Biografia

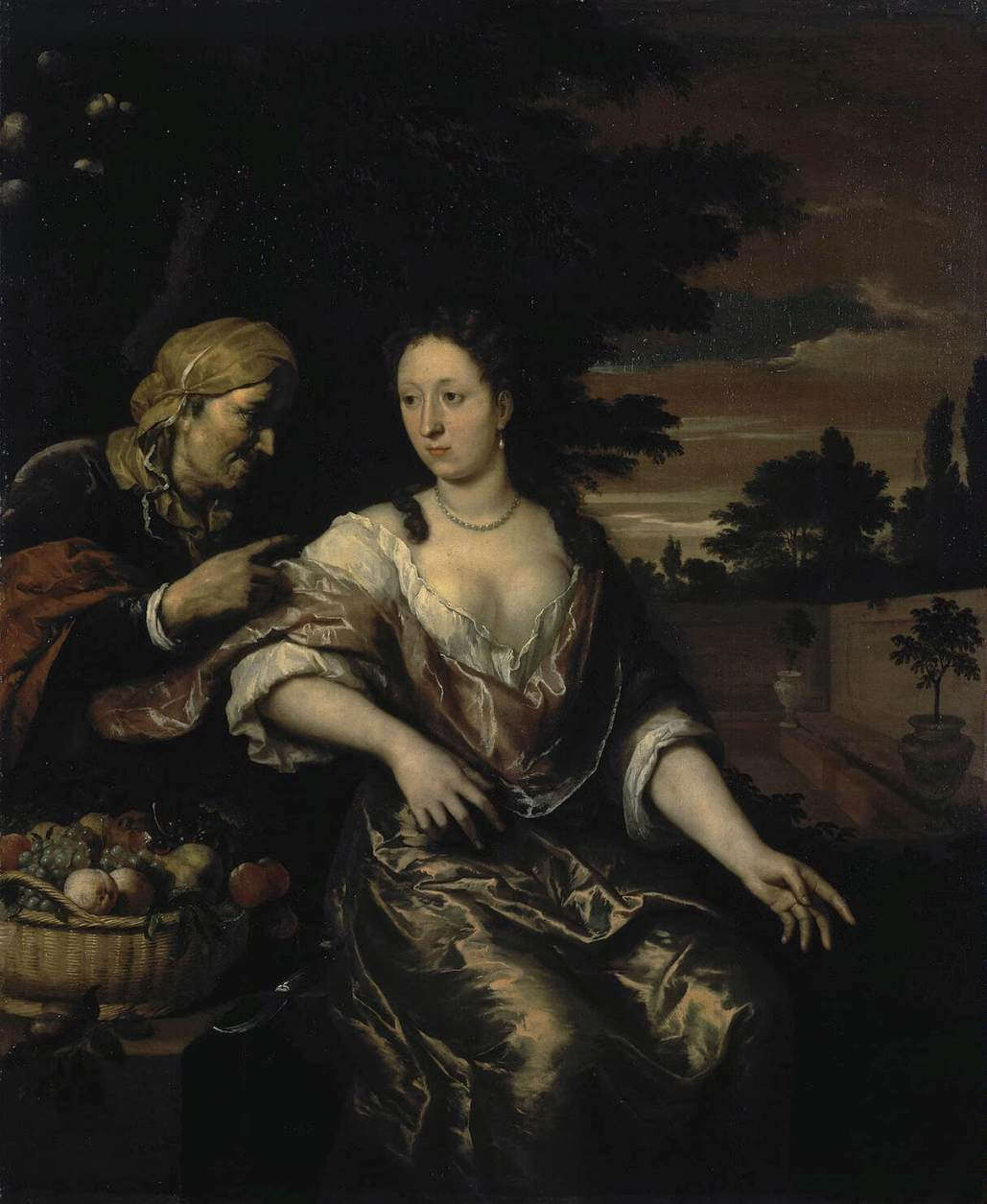
Vertumno e Pomona, 1700 c.

Nato a Zaltbommel nel 1648, nella provincia di Gheldria nei Paesi Bassi, era figlio di Moses Hoet, un decoratore di vetrate, che fu anche il suo primo maestro. Inizialmente assistette il padre nella sua professione, 
divenne poi allievo, di Warnard van Rysen (1625-1664 c.), a sua volta discepolo di Cornelis van Poelenburch ma, dopo un solo anno, in seguito alla morte del padre, fu costretto a lasciare gli studi e a continuare la professione paterna, unico sostentamento della famiglia.
Nel 1672, a causa della presa di Zaltbommel da parte dei Francesi, si trasferì a L'Aia dove lavorò alla decorazione di saloni e soffitti in alcuni dei principali hotels della città e, successivamente, si spostò ad Amsterdam e Parigi. Dopo un anno, ritornò nell'Olanda Settentrionale via Bruxelles e si stabilì ad Utrecht, invitatovi da M.van Zuylen, uno dei principali mecenati del periodo, per il quale eseguì alcune delle sue migliori opere. In questa città, nel 1697, fondò assieme a Hendrick Schoock un'accademia di disegno, di cui fu direttore.
Nel 1712 fu pubblicato il suo libro sul disegno, corredato da centotré stampe di Pieter Bodart.
Dal 1714, fino alla sua morte avvenuta nel 1733, abitò a L'Aia.
Hoet produsse prevalentemente opere di soggetto religioso, mitologico o classico, in genere di piccolo formato, aventi come sfondo paesaggi nello stile di Cornelis van Poelenburch. Eseguì anche dipinti di grandi dimensioni, spesso con molte figure, in uno stile classico ed elegante. Esempi di questa pittura decorativa sono le rappresentazioni a muro e soffitto che si trovano nel castello De Slangenburg a Doetinchem. Dipinse, inoltre, ritratti e alcune opere di genere ed eseguì parecchie illustrazioni della Bibbia.
Oltre all'influenza di van Poelenburch, nelle sue opere si trovano anche riferimenti alla pittura francese e alle opere di Karel Dujardin.
Hoet conosceva i principi del chiaroscuro e utilizzava nelle sue opere il contrasto di luce e ombra. Ma non solo, nelle sue opere è ricorrente anche il contrasto tra vecchiaia e giovinezza, come ad esempio in Vertumno e Pomona o Paride presenta Elena alla corte di re Priamo.
Il figlio maggiore Gerard Hoet II fu suo allievo e dipinse nello stile del padre. Anche il figlio più giovane Hendrick Jacob Hoet si dedicò alla pittura di nature morte e di soggetti di genere.
Collaborò anche con il pittore olandese Jan van Bunnick.

## Opere

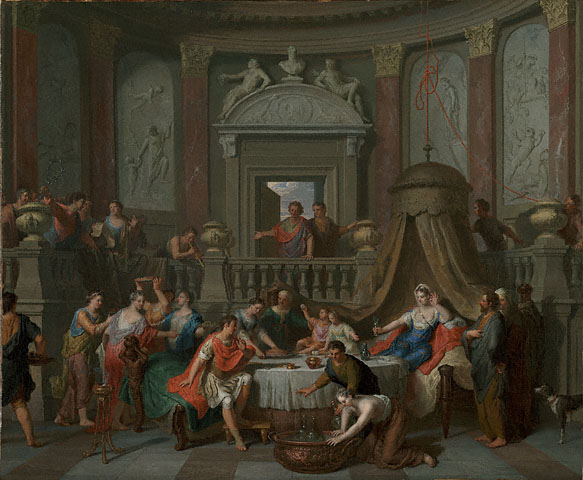
Il banchetto di Cleopatra, 1700 c.

- Ritratto di Jan Commelin, olio su tela, 51,7 × 44,6 cm, Historisch Museum, Amsterdam, 1680 c.[6]
- Vertumno e Pomona, olio su tela, 65 × 54 cm, Museo dell'Ermitage, San Pietroburgo, 1700 c.[7]
- Il banchetto di Cleopatra, olio su tela, 57,15 × 69,22 cm, The Getty Center, Los Angeles, 1700 c.[8]
- La morte di Cleopatra, olio su tela, 57,79 × 69,85 cm, The Getty Center, Los Angeles, 1700-1710[9]
- Festa tra antiche rovine, 1700 c.[10]
- Esibizione di commedia dell'arte in un mercato, olio su tela, 63,5 × 88 cm, firmato[11]
- Diana e Callisto, olio su rame, 34,9 × 44,5 cm, firmato[12]
- Una scena mitologica con prigionieri inginocchiati davanti alla regina, olio su tela, 54 × 64 cm, firmato G.Hoet in basso a destra
- Paride presenta Elena alla corte di re Priamo, olio su pannello, 53 × 66 cm, firmato I.B.G. in basso a destra
- Mercurio ed Erse, olio su rame, 57,8 × 69,2 cm, Norton Simon Museum, Pasadena (California), 1710 c.
- Cefalo e Procri, inciso da J. van Broedelet[4]